# Volkswagen Challenger 2008
Il Volkswagen Challenger 2008 è stato un torneo di tennis facente parte della categoria ATP Challenger Series nell'ambito dell'ATP Challenger Series 2008. Il torneo si è giocato a Wolfsburg in Germania dal 25 febbraio al 2 marzo 2008 su campi indoor in sintetico e aveva un montepremi di $30.000+H.

## Vincitori

### Singolare
Louk Sorensen ha battuto in finale  Farruch Dustov con il punteggio di 7–6(7) 4–6 6–4

### Doppio
Carsten Ball /  Izak van der Merwe hanno battuto in finale  Richard Bloomfield /  Kenneth Skupski con il punteggio di 7–6(5) 6–3